# کبک برفی هیمالیایی
کبک برفی هیمالیایی (نام علمی: Tetraogallus himalayensis) نام یک گونه از سرده کبک‌های برفی است.